# Brunó Ferenc Straub
Brunó Ferenc Straub (5. ledna 1914 Nagyvárad – 15. února 1996 Budapešť) byl maďarský biochemik a poslední předseda Prezidiální rady Maďarské lidové republiky, úřadující od 29. června 1988 do 23. října 1989.

## Vyznamenání
- velkokříž s řetězem Řádu prince Jindřicha – Portugalsko, 12. listopadu 1990[1]